# ناحیه اورتس، شهرستان اوتر تیل، مینه سوتا
ناحیه اورتس (به انگلیسی: Everts Township) یک منطقهٔ مسکونی در ایالات متحده آمریکا است که در شهرستان اوتر تیل، مینه‌سوتا واقع شده‌است.
 ناحیه اورتس ۸۹٫۱ کیلومتر مربع مساحت و ۷۷۴ نفر جمعیت دارد و ۴۱۵ متر بالاتر از سطح دریا واقع شده‌است.